# Rhinolophus fumigatus
Rhinolophus fumigatus is een zoogdier uit de familie van de hoefijzerneuzen (Rhinolophidae). De wetenschappelijke naam van de soort werd voor het eerst geldig gepubliceerd door Rüppell in 1842.

## Voorkomen
De soort komt voor in Angola, Benin, Burkina Faso, Kameroen, de Centraal-Afrikaanse Republiek, Tsjaad, Congo-Kinshasa, Ivoorkust, Eritrea, Ethiopië, Gabon, Gambia, Ghana, Guinee, Kenia, Liberia, Malawi, Mali, Mauritanië, Mozambique, Namibië, Niger, Nigeria, Rwanda, Senegal, Sierra Leone, Somalië, Zuid-Afrika, Soedan, Tanzania, Togo, Oeganda, Zambia en Zimbabwe.